# Przemysław Opalach
Przemysław Opalach (ur. 2 czerwca 1986 w Olsztynie) – polski bokser wagi super średniej.

## Kariera amatorska
W 1998 roku, w wieku 12 lat, Przemysław Opalach rozpoczął treningi muay thai. W tej dyscyplinie stoczył 35 walk, z których 30 wygrał. Trening bokserski rozpoczął w 2000 roku. Jako amator stoczył 89 pojedynków, w tym 72 wygranych. W 2009 roku rywalizował w barwach klubu PIRS Olsztyn w Mistrzostwach Polski seniorów, w kategorii do 69 kilogramów. Na zawodowstwo przeszedł po 11 latach, w 2011 roku.

## Kariera zawodowa

### Boks
11 marca 2011 Opalach stoczył swój pierwszy zawodowy pojedynek w boksie zawodowym. Po 4 rundach pokonał jednogłośnie na punkty, rodaka, Adama Gawlika.
31 marca 2012 Przemysław Opalach w swojej dziesiątej walce, doznał pierwszej porażki, ulegając po 6 rundach jednogłośnie na punkty Eberto Medinie. Był to także pierwszy pojedynek Polaka, stoczony poza granicami Europy.
10 maja 2013 Opalach przegrał w 12-rundowym pojedynku z Geardem Ajetoviciem, jednogłośnie na punkty, stosunkiem 108:119, 110:118 oraz 111:117. Stawką walki był pas IBF International.
20 grudnia 2013 Przemysław Opalach zdobył pas IBF International oraz Mistrzostwo Świata wagi super średniej, federacji WBF, pokonując w 2 rundzie przez techniczny nokaut Tanzańczyka Maishę Samsona.
28 listopada 2014 Opalach pokonał w 4 rundzie przez poddanie Slavisa Simeunovica, zdobywając dwa wakujące pasy: WBC Baltic, WBF World oraz tytuł międzynarodowego Mistrza Polski w kategorii super średniej.
Olsztyński pięściarz Przemysław Opalach został ponownie jednym z 10 Najpopularniejszych Sportowców Roku Warmii i Mazur 2017. W lutym odebrał statuetkę podczas Gali Sportu i Biznesu.
Rok 2018 był krokiem do kariery międzynarodowej, swoją pierwszą walkę stoczył w Szwajcarii, gdzie na ringu stanął oko w oko z legendą formuły K1 (pośrednia pomiędzy kickboxingiem a muay thai) - Niekeyem Holzkenem.
26 stycznia 2019 w niemieckim Karlsruhe przegrał przez TKO w piątej rundzie z Niemcem Vincentem Feigenbutzem (30-2, 27 KO). Stawką walki był pas GBU w wadze super średniej.
Obecnie Przemysław Opalach ma 30 walk za sobą, w tym tylko 3 porażki, tytuł Mistrza Świata Federacji WBF oraz nr 1 w Polsce w wadze super średniej. 
Przemysław Opalach jako utytułowany sportowiec oraz osoba wspierająca młodych, utalentowanych, przyszłych sportowców często pojawia się w mediach. Zajęcia te traktuje jako część swojej kariery sportowej oraz wspieranie działań charytatywnych. Zawodnik prowadzi również Stowarzyszenie Sportów Walki "Wilki Olsztyn", w ramach którego umożliwia dzieciom z biednych rodzin treningi bokserskie za darmo.

### Mieszane sztuki walki
13 lutego 2021 zadebiutował w formule MMA na gali MMA-VIP 1, jego rywalem był Konrad Cyrankowski. Wygrał ten pojedynek przez TKO (ciosy pięściami) w 1. rundzie.

## Życie prywatne
Przemysław Opalach w wieku 6 lat wraz z rodziną przeprowadził się do Kolonii. Po 18 latach powrócił do Olsztyna, gdzie założył sekcję sportową i klub bokserski "Wilki Olsztyn". Jego pasją jest boks oraz możliwość nauczania tej dyscypliny dzieci i młodzieży. Angażuje się w szereg akcji charytatywnych związanych z promowaniem aktywnego stylu życia oraz pomocą chorym dzieciom.